# Roche-lès-Clerval
Roche-lès-Clerval è un comune francese di 100 abitanti situato nel dipartimento del Doubs nella regione della Borgogna-Franca Contea.

## Società

### Evoluzione demografica
Abitanti censiti